# Pentecostes (Grão Vasco)
Pentecostes é uma pintura a óleo sobre madeira de Grão Vasco, mestre pintor português da Renascença, pintada em 1534-35 e que constituiu o painel central do retábulo da Capela do Espírito Santo do Mosteiro de Santa Cruz, em Coimbra, mosteiro onde ainda se encontra.
No século XVIII a reforma do Mosteiro de Santa Cruz levou à demolição do Claustro da Portaria, a que pertencia a Capela do Espírito Santo, tendo a pintura Pentecostes, única sobrevivente da encomenda inicial de quatro pinturas feita pelo Mosteiro a Vasco Fernandes, sido transferido para a sala da Sacristia.:265
Pentecostes é um exemplar único e fundamental na obra de Vasco Fernandes, testemunho da sua adesão aos valores do Renascimento italiano, perceptível de forma clara pela assinatura latinizante que inseriu na pintura: «VELASCS».
A presença de Vasco Fernandes na ambiência humanista de Coimbra para a execução de Pentecostes e dos outros três painéis (desaparecidos) que Frei Brás de Barros lhe encomendou, deve ter influído na trajectória artística e na assimilação pelo pintor dos novos valores renascentistas.

## Descrição e estilo
A pintura representa o episódio da descida do Espírito Santo no dia do Pentecostes relatado no Novo Testamento (Atos 2:1–41) que deu origem a uma das mais importantes celebrações do culto cristão. 
Segundo a historiadora de arte Dalila Rodrigues, nota-se uma intensa expressividade e comoção como expressão do sentimento religioso nos rostos e figuras dos apóstolos que se agitam num arrebatamento transcendente. Ao centro e numa serenidade escultórica figura o grupo da trindade feminina, contrastando com o da agitação dos apóstolos. Uma luz intensa revela o centro do enquadramento arquitectónico depurado e de inspiração renascentista. 
O contraste entre o espaço cénico e as figuras femininas, e a forma elíptica constituida pelas figuras que envolvem esta trindade evidencia o eclectismo das componentes classicistas de Vasco Fernandes, sendo o dramatismo das figuras em primeiro plano, acentuado pela cor vermelha dos seus mantos, alheio a qualquer concepção classicista da figura humana. A contradição entre o classicismo da arquitectura e o dramatismo das figuras é uma das características da obra.
Ainda para Dalila Rodrigues, a concepção e colocação cénica das figuras e o cromatismo invocam um modelo ou resultam de uma reflexão profunda, sendo a latinização da assinatura, que figura em primeiro plano sobre um pergaminho enrolado, sintoma do recurso a um novo estilo de linguagem pictural.
Actualmente a pintura ostenta uma bela moldura contemporânea mas que não será a original. Pelo exame radiográfico detectaram-se na pintura marcas nos cantos superiores pertencentes à talha da estrutura que o emoldurara inicialmente.

## História
Reynaldo dos Santos, no Livro da Receita e Despesa do Mosteiro de Santa Cruz, encontrou no ano de
1534-35 um recibo de pagamento a Vasco Fernandes de uma prestação de quatro retábulos executados para este mosteiro o que provou definitivamente a autoria e cronologia da obra. Desta importante e documentada empreitada de quatro painéis retabulares apenas sobreviveu o extraordinário Pentecostes.
Em 1541, D. Fernando de Mendanha considera a obra pintada “por mão de outro Apeles”. Em finais do mesmo século, Frei Jerónimo Roman, descrevendo também minuciosamente o mosteiro, refere-se à capela do Espírito Santo da seguinte forma: “mandada fazer por D. João III, excelente pela traça, é muito boa a mão de quem lavrou e pintou ali.
Foi durante anos uma obra controversa, por se supor que a assinatura VELASC9 não correspondia à forma latinizada de Vasco.
Após várias reformas acentuadas no Mosteiro, o Claustro da Portaria foi demolido, quando da construção dos Paços do Concelho, e Pentecostes, único sobrevivente da encomenda inicial, foi transferido para a sala da Sacristia onde tem permanecido exposta desde então. Desde 2003, ano em que decorreu a comemoração de Coimbra Capital Nacional da Cultura, Pentecostes foi novamente deslocado e colocado em destaque na sala principal da exposição à data intitulada “Memórias de Santa Cruz”, que decorreu na Sala do Refeitório do Mosteiro.

## Exposições
Resumo de participação de Pestecostes em exposições, com base na lista elaborada por Joana Salgueiro::265
- 1940 – Exposição: “Os Primitivos Portugueses”, Lisboa: Museu das Janelas Verdes (Setembro – Maio)
- 1955-56 – Exposição (Londres: Royal Academy of Arts): “Exhibition of Portuguese Art 800-1800”
- 1982-83 – Exposição (Lisboa: Abril – Julho): “Os Descobrimentos dos Portugueses e a Europa do Renascimento” XVII Exposição Europeia de Arte, Ciência e Cultura. Em que Pentecostes seguiu em substituição do pretendido Calvário de Cristóvão de Figueiredo devido às grandes dimensões e dificuldade de deslocação desta obra.
- 1991 – Exposição (Antuérpia/Bélgica: Koninklijk Museum voor Schone Kunsten – 29/09/91 a 29/12/91): “Feitorias: l'art au Portugal au temps des Grandes Découvertes (fin XIVe siècle jusqu'à 1548)”, Europália 91
- 1992 – Exposição (Lisboa: Palácio da Ajuda – 17/03/92 a 10/06/1992): “Grão Vasco e a Pintura Europeia do Renascimento”. Por autorização do IPPAR e contra à decisão da Diocese. Foi negado que fosse figurar na «Expo92» em Sevilha, “Exposição Arte y Cultura en torno de 1492”. (de 18 de Março a 18 de Setembro), visto que as datas se sobrepunham à exposição portuguesa.
- 2002 – Exposição (Salamanca: Colégio de Santo Domingo – 12/07/02 a 15/09/2002): “Grão Vasco e a Pintura Portuguesa del Renascimiento 1500.1540”
- 2003 – Exposição (Refeitório do Mosteiro de Santa Cruz de Coimbra): “Pintura Manuelina de Coimbra – A Oficina de Gil e Manuel Vicente”, Coimbra Capital Nacional da Cultura 2003:
- 2003-2012 - Exposição (Coimbra): “Memórias de Santa Cruz”, Refeitório do Mosteiro de Santa Cruz de Coimbra